# Empis pseudosemicinerea
Empis pseudosemicinerea är en tvåvingeart som beskrevs av Christophe Daugeron 2000. Empis pseudosemicinerea ingår i släktet Empis och familjen dansflugor.
Artens utbredningsområde är Frankrike. Inga underarter finns listade i Catalogue of Life.